# Mike Wolfs
Mike Wolfs, född den 2 september 1970 i Port Credit i Ontario, är en kanadensisk seglare.
Han tog OS-silver i starbåt i samband med de olympiska seglingstävlingarna 2004 i Aten.